# Karaops jarrit
Karaops jarrit là một loài nhện trong họ Selenopidae. Loai này được tìm thấy ở Úc.
Loài này thuộc chi Karaops. Karaops jarrit được Sarah C. Crews & Harvey miêu tả năm 2011.